# NGC 4713
NGC 4713 (другие обозначения — UGC 7985, MCG 1-33-18, ZWG 43.41, IRAS12474+0534, PGC 43413) — спиральная галактика морфологического типа Sd в созвездии Девы. Удалена на расстояние 17,9 Мпк от Млечного Пути. Ядро галактики наблюдается в рентгеновском диапазоне, причём рентгеновское излучение очень «мягкое»: 9 из 10 зарегистрированных фотонов имели энергию ниже 2,5 кэВ. Полная светимость в диапазоне 0,3—8 кэВ оценивается в 3—5⋅1038 эрг/с. Ядро не проявляет активности, в нём находится звёздное скопление либо область звездообразования.
Этот объект входит в число перечисленных в оригинальной редакции «Нового общего каталога».